# Kína az 1952. évi nyári olimpiai játékokon
Kína a finnországi Helsinkiben megrendezett 1952. évi nyári olimpiai játékok egyik részt vevő nemzete volt. Az országot az olimpián 1 sportágban 1 sportoló képviselte, aki érmet nem szerzett.

## Úszás
Férfi
| Versenyző                | Versenyszám | Előfutam | Előfutam | Előfutam | Elődöntő | Elődöntő | Elődöntő | Döntő   | Döntő    |
| Versenyző                | Versenyszám | Idő      | Hely.    | Össz.    | Idő      | Hely.    | Össz.    | Idő     | Helyezés |
| ------------------------ | ----------- | -------- | -------- | -------- | -------- | -------- | -------- | ------- | -------- |
| Vu Csuan-jü (Wu Chuanyu) | 100 m hát   | 1:12,3   | 5.       | 30.      | kiesett  | kiesett  | kiesett  | kiesett | kiesett  |